# علي سكر
علي سكر (30 أبريل 1980 -)، ممثل سوري من مواليد دمشق.

## حياته
تخرج من المعهد العالي للفنون المسرحية بدمشق. كان أول ظهور له في التلفزيون عام 1999 في مسلسل «الفوارس» بدور «زهير» من إخراج محمد عزيزية، ثم غاب عن الشاشة الصغيرة حوالي العشر أعوام قبل أن يعود إليها بمسلسل «بيت جدي» من إخراج رشاد كوكش سنة 2008. أدّى أدوار مميزة في مسلسلات البيئة الشامية كمسلسلات (الشام العدية) ومسلسل (الدبور) بجزيئيه الأول والثاني.

## أعماله
- البقعة السوداء
- رابعة العدوية .. العشق الإلهي
- ملح الحياة
- السراب
- صبايا ج3
- قيود روح
- الزلزال
- كليوباترا
- الدبور بدور عدنان
- الشام العدية
- تحت المداس
- بيت جدي
- الفوارس
- رايات الحق
- دمع الياسمين
- طاحون الشر بدور عزمي
- قمر شام
- طوق البنات بدور طلال
- الغربال بدور زينو
- رقص الأفاعي
- الزير سالم بدور ابن عناق
- خاتون بدور تحسين
- بنات العيلة بدور عماد
- الحرملك
- سلاسل ذهب
- وجوه وراء الوجوه
- عن الهوى و الجوى
- صالون زهرة

● شتي يابيروت
● حارة القبة
● كريستال 2023.